# Buhoma vauerocegae
Espèce
Synonymes
- Geodipsas vauerocegae Tornier, 1902

Buhoma vauerocegae est une espèce de serpents de la famille des Lamprophiidae. 

## Répartition
Cette espèce est endémique de Tanzanie. Elle se rencontre dans les monts Uluguru et Usambara.

## Publication originale
- Tornier, 1902 : Herpetologisch Neues aus Deutsch-Ostafrika. Zoologischer Anzeiger, vol. 25, p. 700-704 (texte intégral).